# SN 2007dc
SN 2007dc – supernowa typu Ia odkryta 4 kwietnia 2007 roku w galaktyce A114851+1003. W momencie odkrycia miała maksymalną jasność 19,00m.